# Uzbrojony statek handlowy

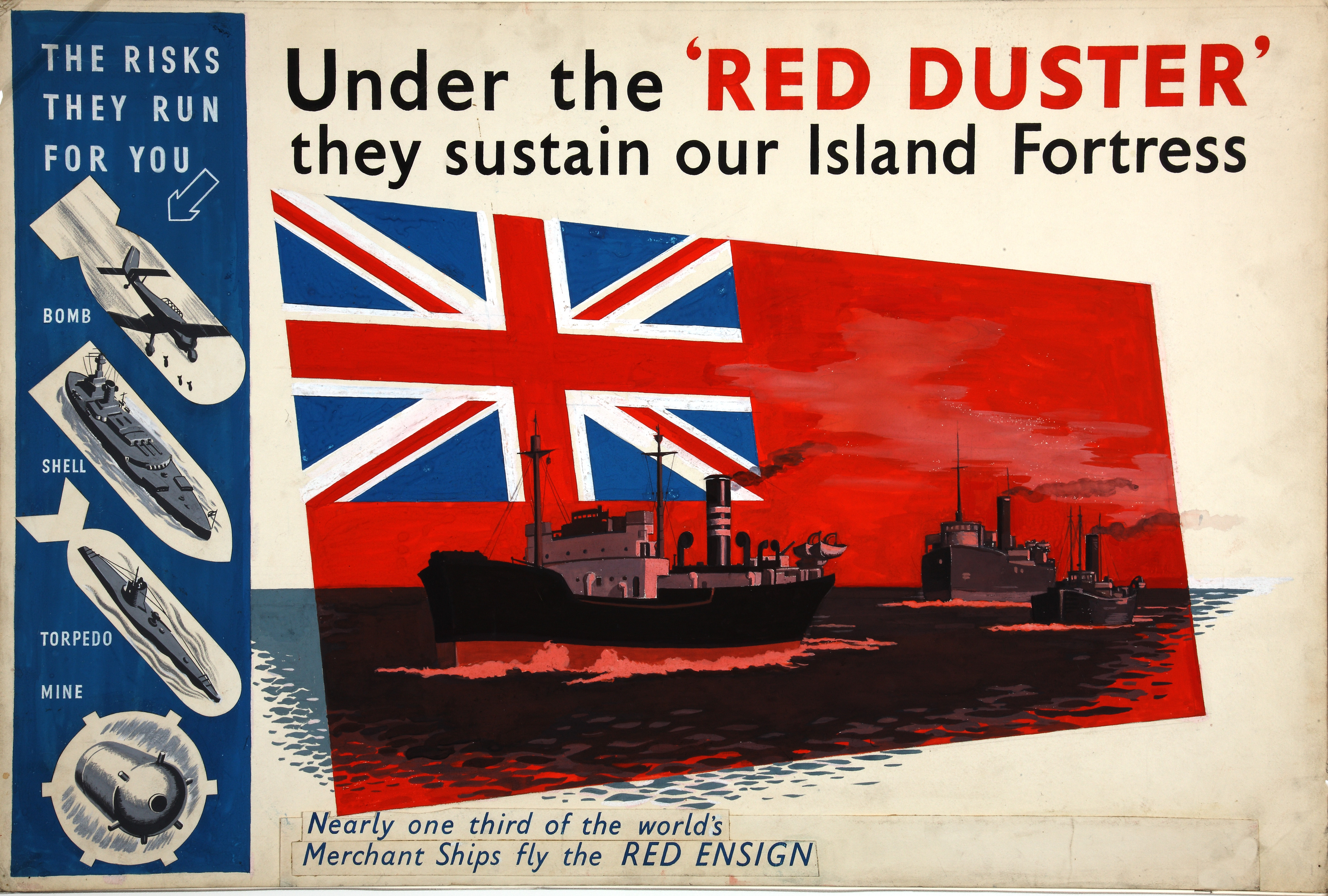
Plakat propagandowy z okresu z II wojny światowej

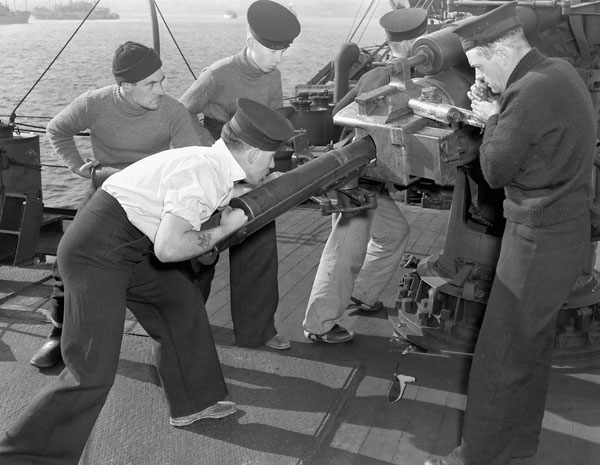
Obsługa działa DEMS podczas ćwiczeń w Halifaksie

Uzbrojony statek handlowy (ang. Defensively Equipped Merchant Ship, w skrócie DEMS) − program Wydziału Handlu Admiralicji, przygotowany w Wielkiej Brytanii w czerwcu 1939 roku na wypadek wojny. Celem programu było uzbrojenie 5500 statków handlowych w środki odpowiednie do obrony przed atakami nieprzyjacielskich sił powietrznych, nawodnych i podwodnych. W czasie II wojny światowej skrótu DEMS używano zarówno w odniesieniu do statków cywilnych wyposażonych w działa, jak również obsługującego te działa personelu wojskowego i lądowych instalacji zaopatrzeniowych i wspierających.

## Tło historyczne
W XVIII i XIX wieku takie kraje europejskie, jak Hiszpania, Francja, Holandia i Wielka Brytania, uzbrajały swe statki handlowe, by ochronić je przed atakami piratów i nieprzyjacielskich korsarzy. Najlepiej uzbrojonymi były statki transportujące wartościowe towary z Dalekiego Wschodu. Na przykład statki typu East Indiaman budowano od podstaw z myślą o obronie, uzbrajając tak, że można było je porównać do okrętów liniowych. Gdy zagrożenie po wojnach napoleońskich minęło, uzbrojone statki w rodzaju East Indiamanów zaczęto zastępować lżejszymi, szybszymi i nieuzbrojonymi frachtowcami, jak choćby klipery.
Od przełomu XIX i XX wieku rosło napięcie pomiędzy europejskimi Wielkimi Mocarstwami, co przyczyniało się do niekontrolowanego (głównie anglo-niemieckiego) wyścigu zbrojeń morskich, co potencjalnie zagrażało żegludze cywilnej. W grudniu 1911 roku Winston Churchill, nowo mianowany Pierwszym Lordem Admiralicji oznajmił, że uzbrojenie brytyjskich statków handlowych „dla ich własnego bezpieczeństwa” stało się niezbędne. Admiralicja utworzyła więc w maju 1912 roku Komisję ds. Uzbrojenia Brytyjskich Statków Handlowych, na czele której stanął komandor Alexander Duff z Royal Navy. W październiku tegoż roku Pierwszym Lordem Morskim Churchilla został admirał sir Francis Bridgeman, który ostrzegł, że „Niemcy zbroją swoje morskie środki transportowe oficjalnie dla ochrony żeglugi własnej, ale bardziej prawdopodobne, że z zamiarem atakowania naszych”. Jego zdaniem najgroźniejszymi statkami uzbrajanymi przez Kaiserliche Marine były liniowce pasażerskie, wystarczająco szybkie, by służyć jako krążowniki pomocnicze.
Admiralicja nie była wprawdzie pewna, czy takie są cele Niemców, ale postanowiła zrobić to samo, rozpoczynając od przebudowy liniowca pasażerskiego RMS ''Aragon''. Statek był gotów do zamontowania dział w grudniu, ale wśród członków rządu i admiralicji nie było pewności, czy to niezbędne i jak na to zareagują kraje ościenne. Wprawdzie w XVIII wieku statki handlowe były uzbrojone i nie było to nielegalne, ale teraz Brytyjczycy obawiali się, że władze innych krajów mogą odmawiać uzbrojonym statkom wchodzenia do ich portów. W styczniu 1913 roku kontradmirał Henry Campbell napomknął, że admiralicja powinna wysyłać w morze statki uzbrojone, lecz bez amunicji, by sprawdzić, jakie będą reakcje obcych. Po naradzie postanowiono zamontować działa bez amunicji na pewnej liczbie statków „i zobaczyć co się stanie”. sir Eyre Crowe był na tym spotkaniu i stwierdził, że „jeśli nic się nie stanie, będzie można, za jakiś czas, łatwo dostarczyć na statki amunicję”.
W marcu nowa polityka została upubliczniona, a w kwietniu wprowadzona w życie. 25 kwietnia Aragon opuścił Southampton z dwoma szybkostrzelnymi działami morskimi 120 mm na rufie. Admiralicja planowała, jeśli reakcje będą pomyślne, podobnie uzbroić statek SS „La Correntina”. Władze, prasa i społeczeństwo krajów południowo-amerykańskich, do portów których Aragon zawijał, nie przejawiały jednak większego zainteresowania.
Więcej negatywnych opinii pojawiło się w samej Wielkiej Brytanii, gdzie komandor porucznik Barry Domvile, sekretarz Komitetu Obrony Imperialnej ostrzegł, że taka polityka podważa brytyjski sprzeciw wobec uzbrajania niemieckich statków. Domvile przewidywał, że uzbrajanie cywilnych statków nic nie da, a jedynie doprowadzi do eskalacji wyścigu zbrojeń. Emerytowany admirał Gerard Noel powiedział Churchillowi, że gdy statek handlowy wypali z dział, będzie mógł być oskarżony o piractwo. Churchill w odpowiedzi ukazał różnicę pomiędzy statkiem przekształconym w krążownik pomocniczy a tym, któremu działa służą wyłącznie do samoobrony.
Prywatnie Churchill był ostrożniejszy i w czerwcu nakazał sztabowcom admiralicji „zrobić wszystko, co w naszej mocy, by było to zgodne z prawem międzynarodowym”. Mimo to działania kontynuowano. Siostrzany statek Aragona, RMS Amazon, został następnym DEMS, a w kilka miesięcy później uzbrojono następne statki pasażerskie. Wśród nich był nowo zbudowany SS „Alcantara”, który w czasie nadchodzącej wojny miał rzeczywiście służyć jako krążownik pomocniczy.

## I wojna światowa

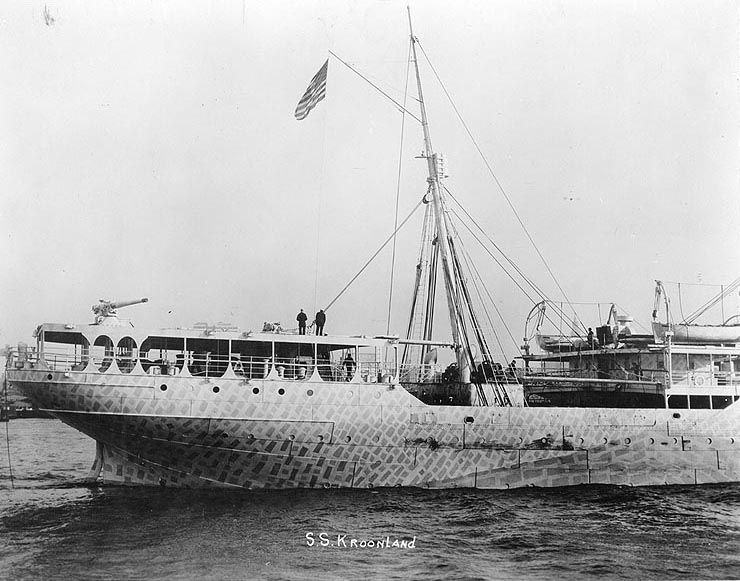
Amerykański statek w kamuflażu i z działem na rufie

Podczas I wojny światowej Brytyjczycy uzbrajali swe statki handlowe, by ułatwić im obronę przed U-Bootami. Montowano pojedyncze działo na rufie (odpowiednik takiego, jakie mógł mieć okręt podwodny), a kapitanów zachęcano do strzelania podczas ucieczki. Do grudnia 1915 roku uzbrojono 766 cywilnych statków. Akcja ta zmusiła Niemców do porzucenia taktyki brania pryzów na rzecz nieograniczonej wojny podwodnej, ważnego czynnika na drodze do wciągnięcia Stanów Zjednoczonych do wojny przeciwko Niemcom.
Pierwszym statkiem handlowym utraconym po zetknięciu się z U-Bootem był 866-tonowy brytyjski parowiec idący z Grangemouth do Stavanger z ładunkiem węgla, blach żelaznych i ropy. SS Glitra został zatrzymany 20 października 1914 roku przez SM U-17; grupa abordażowa dała załodze Glitry czas na opuszczenie pokładu w łodziach ratunkowych nim zatopiła statek, otwierając zawory denne. Było to zapożyczenie z procedur stosowanych zazwyczaj przez okręty nawodne. Międzynarodowe prawo morskie wymagało, by przed zatopieniem statku cywilnego okręt wojenny odpowiednio zadbał o bezpieczeństwo załogi i pasażerów.
Cesarstwo Niemieckie zdecydowało się na użycie U-Bootów przeciw żegludze handlowej Sprzymierzonych w odpowiedzi na blokadę brytyjską, oświadczając 2 listopada 1914 roku, że uznaje cały obszar Morza Północnego za strefę wojenną. 5 lutego Niemcy zadeklarowały rozszerzenie strefy wojennej na wszystkie wody wokół Wysp Brytyjskich, a więc również Irlandii. W strefie tej Niemcy zaczęły od 18 lutego prowadzić nieograniczoną wojnę podwodną atakując wszystkie statki bez ostrzeżenia i nie dbając o bezpieczeństwo ich załóg.
U-Booty wciąż wprawdzie skłaniały się do wcześniej praktykowanego zatrzymywania statków, ale typowy okręt podwodny posiadał tylko jedno działo. Rok 1915 stał się okresem próbnym. W 42% przypadków statkom udało się uniknąć ataku torpedowego bez ostrzeżenia, podczas gdy w 54% przypadków zdołały uniknąć zatrzymania. Działa były w tym bardzo pomocne i mniej więcej jeden okręt podwodny miesięcznie był zatapiany (głównie przez statki-pułapki) przy próbie zatrzymania statku.
W sierpniu 1916 roku liczba uzbrojonych statków pasażerskich i handlowych wynosiła 1749, a do lutego 1917 roku wzrosła do 2899. 3 lutego tegoż roku Stany Zjednoczone odpowiedziały na nieograniczoną wojnę podwodną zaostrzeniem stosunków wzajemnych z Niemcami. Obstrukcja parlamentarna w Senacie oddaliła na jakiś czas prace nad propozycją prezydenta Woodrowa Wilsona, by uzbrajać również amerykańskie statki, ale już w marcu, na mocy decyzji administracyjnej, zbrojenie ruszyło pełną parą.

## II wojna światowa

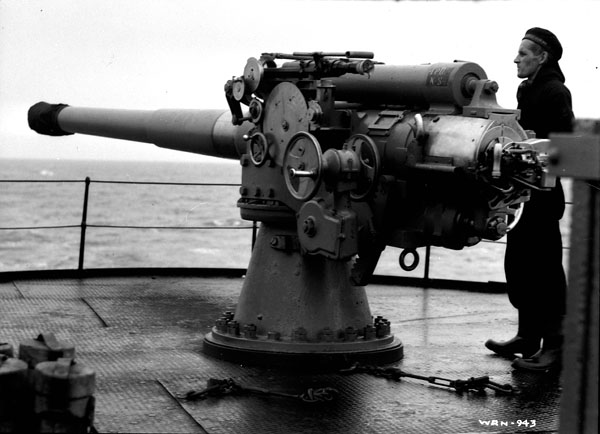
Stare działo z I wojny światowej na pokładzie DEMS

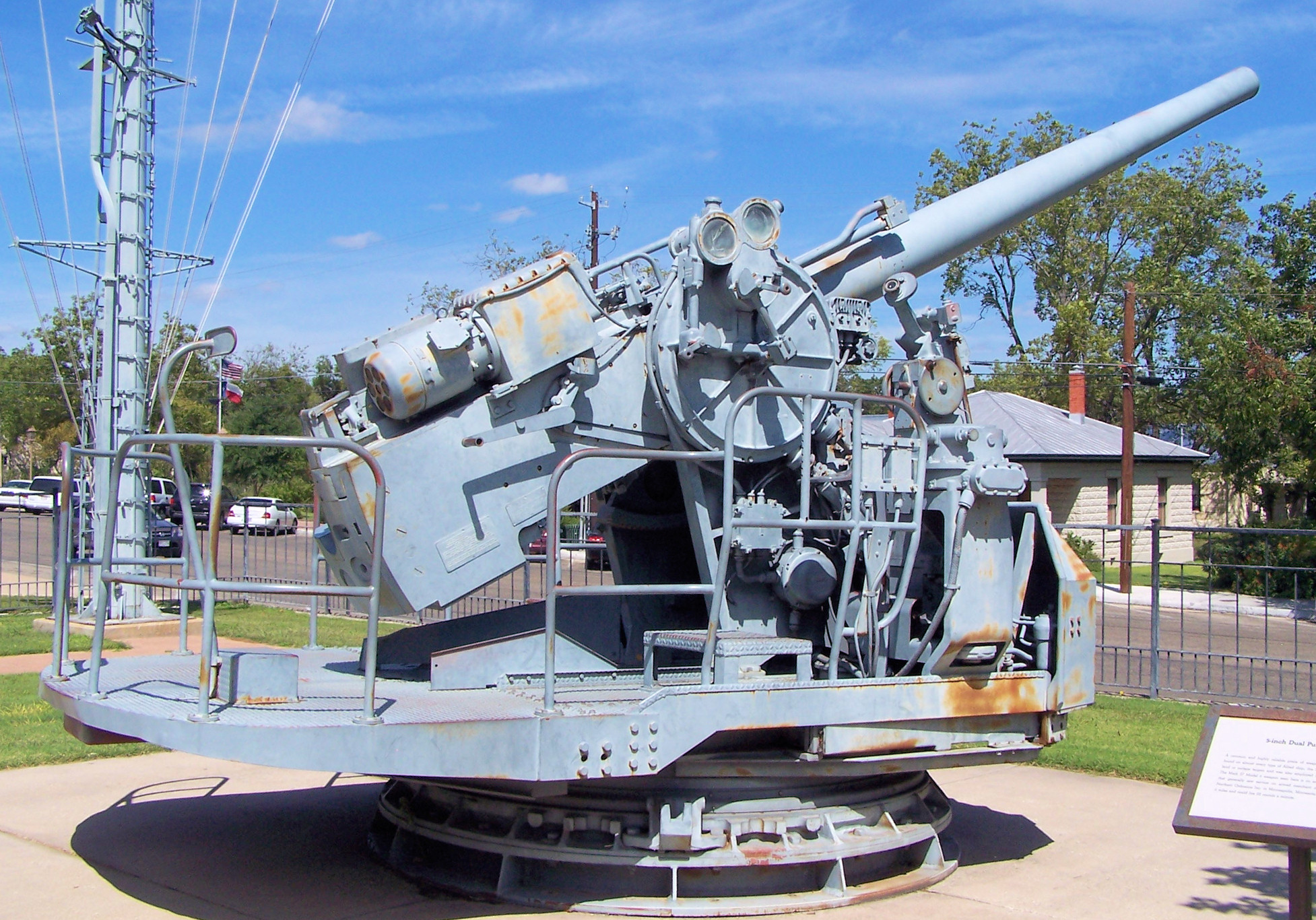
Takich dział używały uzbrojone statki amerykańskie

Od 1918 roku w większych portach brytyjskich zaczęto magazynować stare działa morskie w przewidywaniu, że mogą być przydatne w przyszłych konfliktach zbrojnych. Gdy wybuchła II wojna światowa pierwszoplanowym zadaniem było uzbrojenie każdego statku w montowane na rufie działo dla obrony przed wynurzonym okrętem podwodnym oraz działa i małokalibrowe karabiny przeciwlotnicze dla zwalczania atakujących samolotów. Do końca 1940 roku Brytyjczycy uzbroili w ten sposób 3400 statków, a do 1943 wszystkie. Kanada zainstalowała działa na 713 statkach, zaś Royal Australian Navy dostarczyła załogi artyleryjskie dla 375 statków australijskich i alianckich na swoim obszarze operacyjnym.
Najczęściej używano dział o kalibrze 75–150 mm (w zależności od wielkości statku), małokalibrowe karabiny maszynowe zastępowano, w ramach możliwości, 20-milimetrowymi Oerlikonami, a stare przeciwlotnicze armaty 12-funtowe wymieniano w okresie późniejszym na 40-milimetrowe działa Boforsa.
Działa DEMS były obsługiwane przez 24-tysięczny personel z Royal Navy i około 14 000 ludzi z Regimentu Artylerii Morskiej. Nadto 150 000 cywilnych marynarzy przeszkolono jako pomocników do podawania amunicji i zastępowania rannych lub zabitych członków obsługi dział. Artylerzystami DEMS byli często emerytowani żołnierze lub młodzi poborowi dowodzeni przez zawodowych podoficerów. Na duże statki zaciągano czasami – jako dowódców obsługi dział DEMS – młodszych oficerów z niewielką praktyką.
Nieprzeszkoleni artylerzyści stanowili − wobec braku łączności − prawdziwe zagrożenie dla własnych samolotów. W roku 1944, w czasie przygotowań do lądowania we Francji w ramach operacji „Overlord”, było to przedmiotem szczególnej troski wobec ogromnej liczby samolotów i DEMS biorących udział w lądowaniu. Na prośbę admiralicji o specjalistów w rozpoznawaniu samolotów odpowiedział Royal Observer Corps (ROC), który wystawił 1094 wysoko kwalifikowanych ochotników-kandydatów, z których do pracy na statkach wybrano 796.
Nazywanych Seaborne Observers zorganizowano i przeszkolono w hotelu Royal Bath w Bournemouth nim wcielono ich – jako „tymczasowych” – do Royal Navy i nadano stopnie podoficerskie ze specjalnością Aircraft Identifier. Ochotnicy nosili swe mundury z ROC, ale z naszywką SEABORNE na ramieniu. W dniu lądowania (D-day) przydzielono na każdy uzbrojony statek aliancki po dwóch Seaborne Observers. Tym ochotnikom z ROC dano pełną kontrolę nad przeciwlotniczymi środkami ogniowymi każdej jednostki, co z miejsca zmniejszyło wysokie uprzednio ryzyko przypadków 'friendly fire' (w obecnej nomenklaturze NATO blue on blue). O skuteczności ich działania świadczą słowa jednego z oficerów sztabowych RAF-u: 

Generalne wrażenie pilotów Spitfire’ów, osłaniających nasze siły lądowe i morskie na plażach i na podejściu do nich, było takie, że w ogromnej większości przypadków byli ostrzeliwani przez własne okręty wojenne, a nie frachtowce. Tak naprawdę znam tylko jedno doniesienie pilota, który stwierdził, że otworzył do niego ogień statek handlowy

Dwudziestu dwóch Seaborne Observers przeżyło zatopienie ich statków, dwóch straciło życie, a kilku odniosło rany podczas całej operacji lądowania. Działania Seaborne Observers zakończyły się sukcesem i w dowód uznania król Jerzy VI zaaprobował noszenie przez nich naszywki SEABORNE na stałe. Ponadto dziesięciu Seaborne Observers zostało wyróżnionych wymienieniem w rozkazach.
W Stanach Zjednoczonych, zgodnie z ustawą o marynarce handlowej z roku 1936, marynarze będący członkami załóg statków handlowych noszących amerykańską banderę byli, w przypadku wojny, uznawani za wojskowych. Wydane w roku 1930 ustawy o neutralności nie zezwalały, do 17 listopada 1941 roku, na uzbrajanie statków amerykańskich, chociaż te pływające pod banderą Panamy wyposażano w działa już wcześniej. Obsługą dział zajmował się personel US Navy Armed Guard. USA zaczęły 24 stycznia 1942 roku uzbrajać statki własne i alianckie, a przez pokłady 6236 statków handlowych przewinęło się około 145 000 gwardzistów US Navy. Wytyczne polityki Stanów Zjednoczonych przedstawił 19 sierpnia 1942 roku Chief of Naval Operations, a raczej jego zastępca: „Statki płynące samodzielnie powinny być uzbrojone. Statki płynące w zorganizowanych konwojach – nie licząc tych które płyną drogą północną do Rosji ani tankowców, które płyną do Anglii – mogą być nieuzbrojone, zwłaszcza gdy dostarczenie ich ładunków wymaga pośpiechu”.
Amerykanie, wzorem Brytyjczyków, montowali pojedyncze duże działa na rufie. Początkowo były to 100-milimetrowe armaty zdjęte ze starych niszczycieli typu „Wickes” i „Clemson”. We wrześniu 1942 roku zaczęto montować na nowych statkach o tonażu powyżej 10 000 BRT pierwsze armaty uniwersalne 127 mm. Statki transportowe typu Victory miały działo 76 mm na dziobie, dwa stanowiska działek 20 mm na burtach pomiędzy pierwszą a drugą ładownią, drugą parę takich samych działek na skrzydłach pomostu, trzecią parę na krawędzi rufowej nadbudówki, a czwartą pomiędzy ładownią nr 5 i 127-milimetrowym działem na rufie.
Najbardziej spektakularnymi epizodami, w których statki handlowe używały z dobrym skutkiem uzbrojenia, było zatopienie niemieckiego krążownika pomocniczego (rajdera) „Stier” przez amerykański statek typu Liberty SS „Stephen Hopkins” 27 września 1942 roku oraz starcie zbiornikowca „Ondina” z japońskimi krążownikami pomocniczymi 11 listopada 1942 roku.